# 五十五十
五十五十（英語：Fifty Fifty），是一匹曾在紐西蘭和香港出賽的已退役賽駒，練馬師是何良。

## 簡介
2017年11月26日，田泰安策騎「五十五十」勝出第一班盃賽其士盃。
2018年1月1日，田泰安策騎「五十五十」勝出國際三級賽華商會挑戰盃。
2017/2018馬季，「五十五十」在田泰安胯下取得四捷。
2019年4月29日，「五十五十」因左肩胛骨應力性受傷宣告退役，正式結束其競賽生涯。

## 在港勝出賽事全紀錄
| 比賽日期   | 賽事名稱             | 賽事班次 | 賽道 | 賽事路程 | 比賽馬場 | 名次 | 完成時間 | 騎師   |
| ---------- | -------------------- | -------- | ---- | -------- | -------- | ---- | -------- | ------ |
| 03/09/2017 | 德立讓賽             | 第三班   | 草地 | 1200米   | 沙田馬場 | 1    | 1:09.59  | 田泰安 |
| 08/10/2017 | 楊屋讓賽             | 第二班   | 草地 | 1400米   | 沙田馬場 | 1    | 1:21.81  | 田泰安 |
| 26/11/2017 | 其士盃（讓賽）       | 第一班   | 草地 | 1600米   | 沙田馬場 | 1    | 1:34.58  | 田泰安 |
| 01/01/2018 | 華商會挑戰盃（讓賽） | G3       | 草地 | 1400米   | 沙田馬場 | 1    | 1:21.10  | 田泰安 |

## 外部連結
- . 2017-11-26  [2018-12-16]. （原始内容存档于2019-04-03）. |journal=被忽略 (帮助)
- . 2018-01-01  [2018-12-16]. （原始内容存档于2019-04-03）. |journal=被忽略 (帮助)